# DSC Dellwig 28
Der DSC Dellwig 28 (offiziell: Deutscher Sportclub Dellwig 1928 e.V.) war ein Sportverein aus dem Essener Stadtteil Dellwig. Die erste Fußballmannschaft spielte ein Jahr in der höchsten niederrheinischen Amateurliga.

## Geschichte
Der Verein wurde im August 1928 gegründet. Im Jahre 1949 sicherte sich die Mannschaft durch einen 8:1-Endspielsieg über den TuS Essen-West die Ruhrbezirksmeisterschaft und stieg in die Landesliga auf, die seinerzeit die höchste Amateurliga bildete. Nach nur einem Jahr folgte der direkte Wiederabstieg, bevor die Dellwiger direkt in die Kreisklasse durchgereicht wurden. Erst im Jahre 1953 gelang die Rückkehr in die Ruhrbezirksklasse, die bis 1963 gehalten werden konnte. Sportlich kam der Verein nie wieder über die Kreisebene hinaus und bezog im Jahre 1982 die neu errichtete Bezirkssportanlage an der Lewinstraße. Im Jahre 2001 schloss sich der DSC Dellwig 28 der Fußballabteilung des Vereins Rasen- und Wassersport Dellwig, kurz RuWa Dellwig, an. Jener Verein war im Jahre 1925 gegründet worden.

## Persönlichkeiten
- Helmut Littek[1]